# Елефант-енд-Касл (станція)
51°29′40″ пн. ш. 0°05′59″ зх. д. / 51.4944° пн. ш. 0.0998° зх. д.

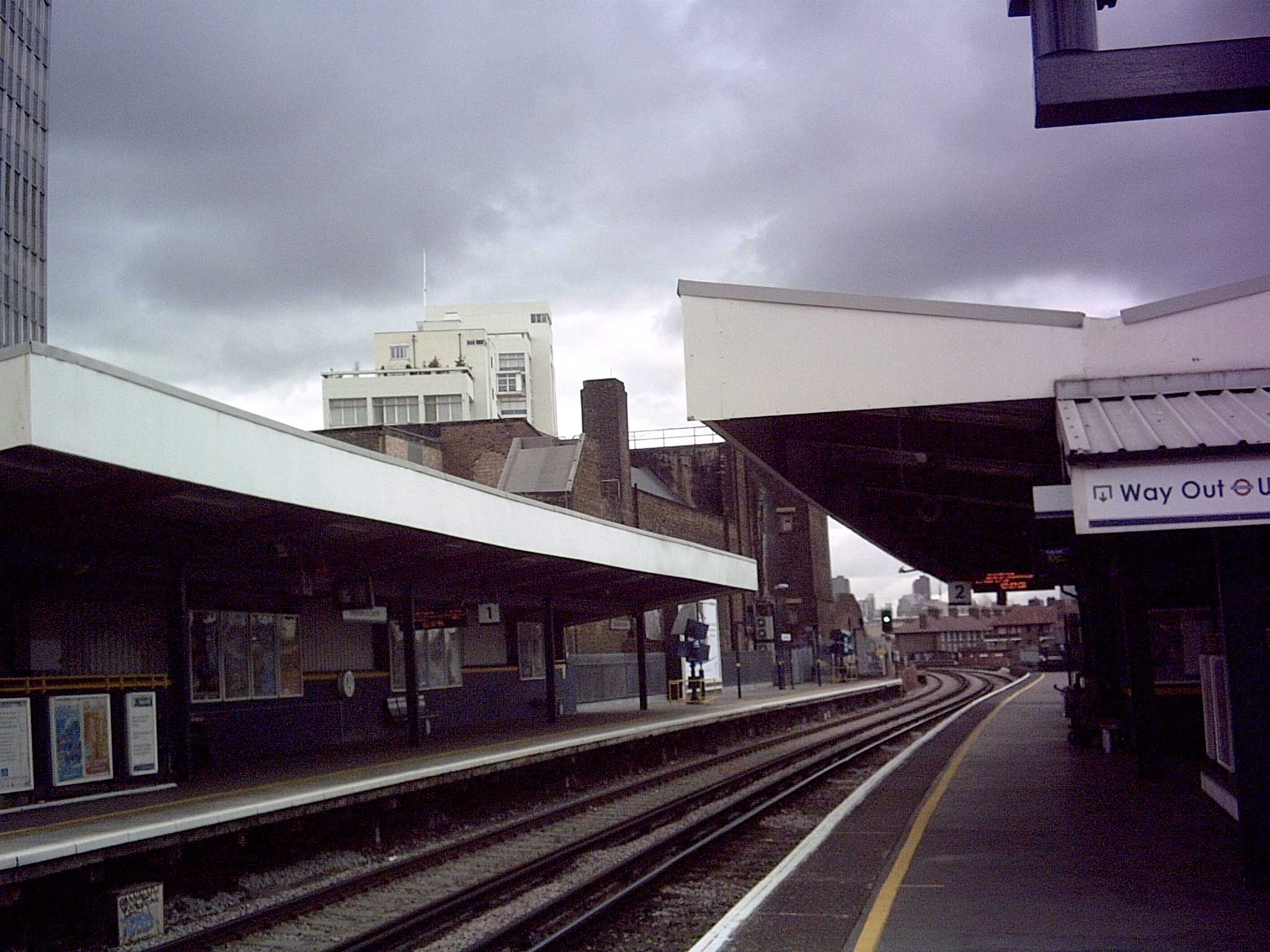
Платформи 1 & 2.

Елефант-енд-Касл (англ. Elephant & Castle) — станція National Rail, у Ньюїнгтон,  Південний Лондон. Станція обслуговує маршрути Thameslink та Southeastern, розташована у 1-й та 2-й тарифній зоні. Пасажирообіг на 2017 рік — 3.172  млн. осіб
Станція була відкрита у лютому 1863 у складі London, Chatham and Dover Railway. 

## Пересадки
- пересадки на автобуси маршрутів 
  - на зупинці Нью-Кент-роуд: 1, 53, 63, 68, 168, 172, 188, 363, 415, 453, N1 та N63;
  - на зупинці Волворт-роуд 12, 35, 40, 45, 68, 136, 148, 171, 176, 343, 468, P5 та нічні маршрути N68, N89, N171, N343;
- пересадка на метростанцією Елефант-енд-Касл